# F.L.-Bauer-Preis
Der F.L.-Bauer-Preis der Technischen Universität München war ein Informatik-Preis, der zu Ehren von Friedrich L. Bauer verliehen wurde.
Der Preis war mit 25.000 Euro dotiert (und vor der Währungsumstellung mit 50.000 DM). Er wurde seit 1992 verliehen, dem 25-jährigen Jubiläum der Einführung des Studiengangs Informatik in Deutschland. Bis 2009 wurden sieben Preise vergeben.

## Preisträger
- 1992: Zohar Manna (Stanford University)
- 1994: Robin Milner (damals Universität Edinburgh)
- 1996: Anne Troelstra (Universität Amsterdam)
- 1998: Gilbert W. Stewart (University of Maryland), für sein Lebenswerk in numerischer linearer Algebra
- 2000: Henri Cohen (Universität Bordeaux), für Arbeiten zur algorithmischen Zahlentheorie mit Anwendungen in der Kryptographie
- 2007: Tony Hoare, „in Anerkennung seiner international herausragenden wissenschaftlichen Leistungen bei der Grundlegung der Informatik“
- 2009: Stephen Wolfram, für die Entwicklung von Mathematica